# 林義雄反核四禁食行動

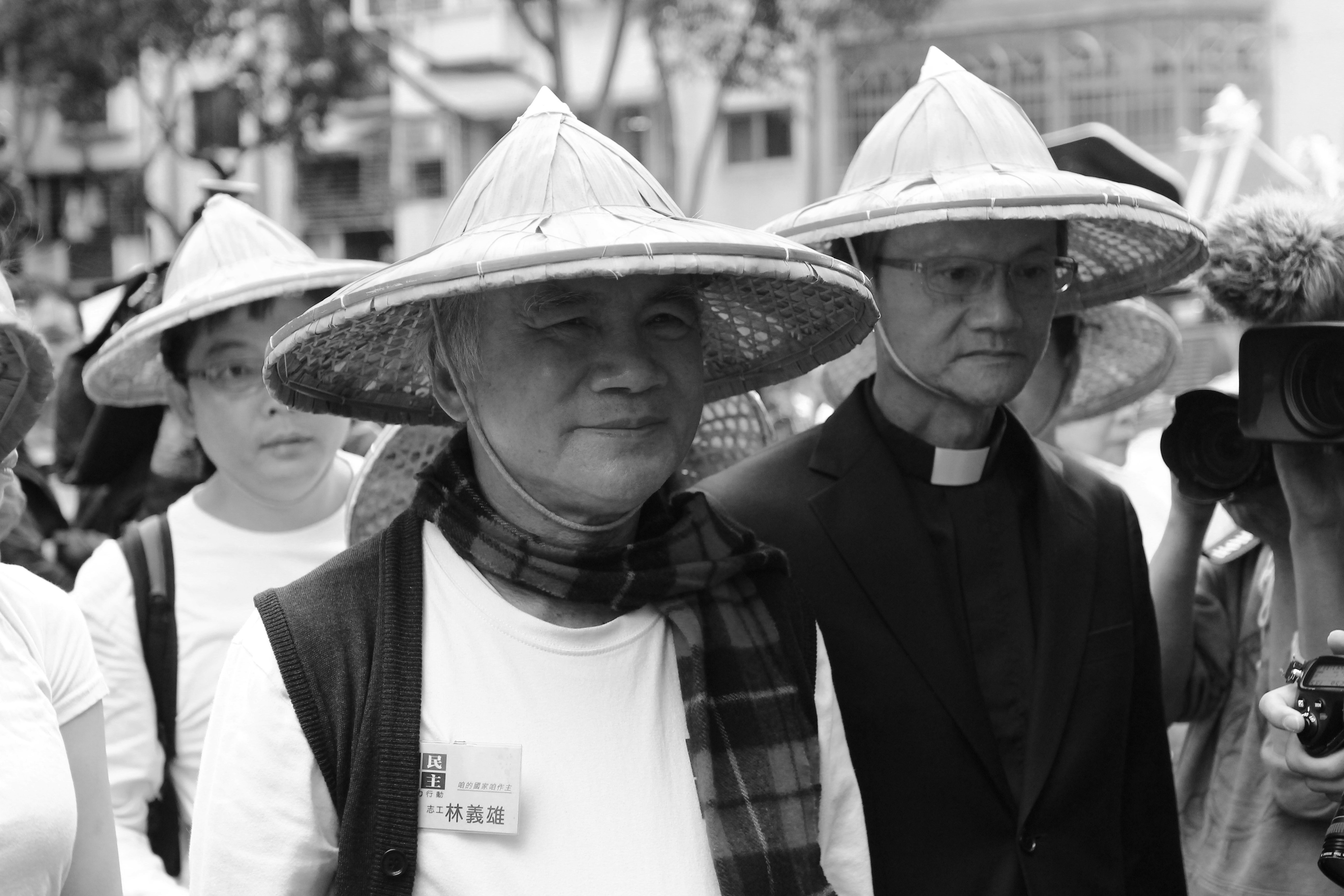
林義雄為補正《公民投票法》「落實民主 停建核四」而進入臺北義光教會展開無限期禁食（李忠衛攝影）

林義雄反核四禁食行動是指前民主進步黨主席林義雄於2014年4月22日至30日間，為訴求核四停建所進行的一次禁食抗議行動。行動引起政界與反核運動波瀾。核四公投作為可能的解決方案之一，再次成為政治、社會焦點。而反核團體共同組織全國廢核行動平台也於21日召開記者會，宣佈將展開一系列聲援行動，4月22日上午，林義雄抵達臺灣長老教會義光教會，展開無限期禁食。在各方壓力之下，執政的馬英九政府與中國國民黨於4月27日做成「核四一號機不施工、只安檢，安檢後封存；核四二號機全部停工」、「行政院承諾儘速承諾召開全國能源會議，以確保未來供電無虞」兩點共識。4月30日，林義雄發表公開信，表示「核四既已決定停工，只要不再復工，那麼『停建核四』已不是議題」，宣佈停止禁食。

## 背景
林義雄長期投入反核、公投運動。1994年7月，立法院通過核四廠8年，1,125億的預算，被認為違反《預算法 （页面存档备份，存于）》。林義雄因於7月12日展開禁食行動，呼應反核團體推動「核四公投、十萬簽名」的行動，在六天中獲得了十一萬五千多人的簽名響應，達成目標後，林義雄宣佈停止禁食。同年9月，林義雄等人組成核四公投促進會，並展開「核四公投，千里苦行」，訴求核四公投，人民作主。其後又於1997年、2002年、2003年展開三次千里苦行。但隨後《公投法》制定後，被認為門檻過高，反而限制人民權利，而改為要求補正《公投法》。
2011年，福島第一核電站事故之後，掀起一陣全球反核運動高潮。而在臺灣，核四廠建廠過程問題不斷，原能會核能管制處長陳宜彬、副主委謝得志甚至於2011年7月的核四安全監督委員會上表示，面對臺電施工問題不斷，不排除停工。臺灣反核運動因而更加活躍。2013年廢核大遊行更宣稱達22萬人，成為近年來臺灣最大的反核遊行。  執政的馬英九政府與中國國民黨面對民間反核訴求與在野黨壓力，於2013年2月25日提出接受核四公投之主張。  但其後因九月政爭與選舉將近，國民黨立法院黨團決議未完成安檢前，暫緩公投。 
對此，林義雄因而萌生以禁食方式，敦促權責機關停建核四之想法。2014年3月廢核大遊行前，林義雄便向反核團體串連組織全國廢核行動平台表達禁食抗議之意願，環保團體聞訊皆大力勸阻。其後，林又將計畫延至3月8日廢核大遊行之後，但卻因3月18日佔領立法院而生變。林義雄原先考慮在太陽花學運期間展開禁食抗議，但後因環保團體認為加乘效果有限，而改至於佔領立法院結束後，展開禁食行動。4月15日，林義雄對外發布「落實民主，停建核四 —為『禁食』行動敬告親友」公開信，宣佈將於4月22日展開禁食，臺灣各大媒體紛紛加以報導。
|                                                                         | 為了合理解決核四紛爭，更為了維護與落實我們好不容易得來的民主體制，讓掌權者遵從多數國家主人的意志，我將自4月22日起開始『禁食』行動，以此懇請台灣人民採取各種積極有力的方法，共同來敦促權責機關「停建核四」。 |
| ——林義雄，〈落實民主，停建核四 —為「禁食」行動敬告親友〉，2014年4月15日 | |

## 禁食行動
4月21日，林義雄發出公開信，表示「我也相信生命是無價的，如果不是掌權者肆意踐踏我畢生信奉、並竭心盡力追求的民主，我也不會冒著生命危險禁食。所以如果我有不幸，請親友了解：是他們殺害了我。也請您繼續不懈地追求台灣民主的實踐。」

### 4月22日

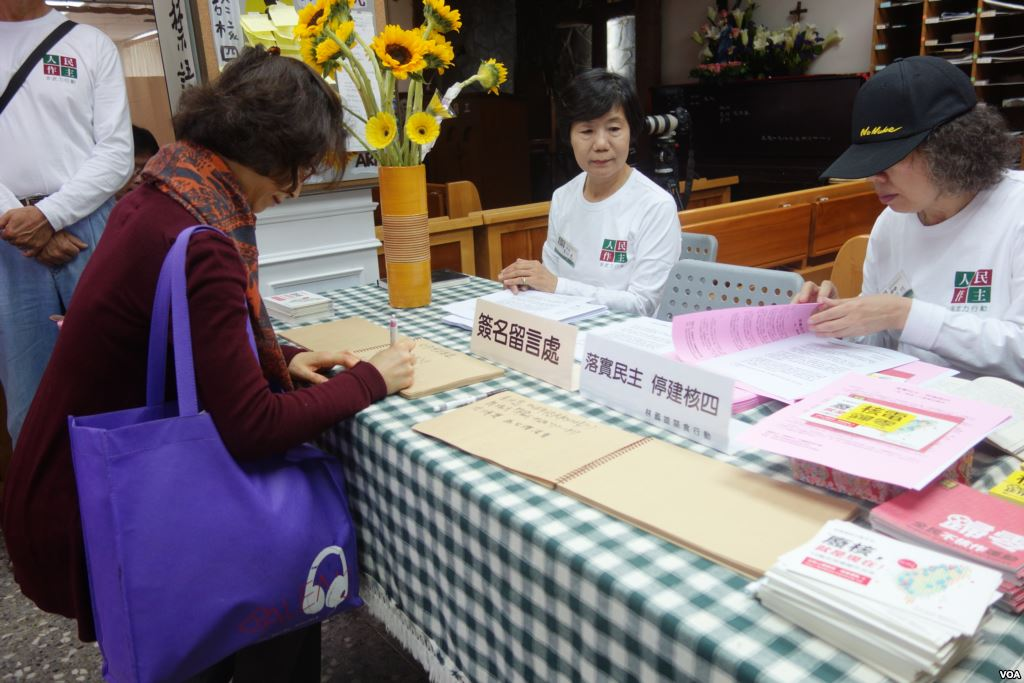
禁食現場的訪客簽名留言處（美國之音張佩芝拍攝）

4月22日上午10點52分，林義雄抵達林宅血案發生地，臺灣長老教會義光教會，20年後再度為核四展開無限期禁食。受訪時林義雄表示：他非常慚愧，「因為我努力了二十年，沒有感動我們的掌權者，仍然非常堅持要蓋一座對台灣後代子孫和現代人民都有害的核電廠」他指出，他的心情不像媒體說得那麼沉重，「我認為我在做一件非常有意義、對台灣可能會有好處的事情，所以我的心情非常平靜，並沒有沉重的感覺。」，談到太太與女兒是否擔心，林義雄微笑說：「他們心中非常沉重，但是沒有一句話反對，只默默支持我。」他也批評核安是騙人的把戲。
林義雄展開禁食行動後，多名政界人士前往探視、致意。22日探視、致意者包括民進黨主席蘇貞昌、行政院長江宜樺、考試院前院長姚嘉文、台聯黨主席黃昆輝、台聯前立委林志嘉、前文建會主委陳郁秀，晚間林義雄妻子方素敏前往探視。

### 4月23日
23日9時許，總統馬英九前往探視，委請牧師轉交卡片一張，其中表示「懇請您保重身體，我願代表政府對您承諾，核四經國內外專家嚴格安檢完成後，交由全民公投來決定它的未來」，其後並於10時34分在臉書公開照片。
此外，前行政院長謝長廷、民進黨地方縣市首長包括台南市長賴清德、高雄市長陳菊、宜蘭縣長林聰賢、屏東縣長曹啟鴻、嘉義縣長張花冠，還有國民黨籍台北市長郝龍斌，都在23日前往義光教會探視、致意。

### 4月24日
24日，禁食行動網站上發布林義雄兩篇文章，包括公開信〈敬致馬英九先生〉與〈核四公投與我〉，回應外界意見。

#### 回應23日馬英九探視卡片
針對23日馬總統探視時的表態，24日林義雄發表〈敬致馬英九先生〉公開信，表示「雖然到現在我還沒有接到你的卡片，但它在網路上已經流傳開來，所以我只好照那上面的內容，給你以下答覆」，信中首先感謝馬總統抽空致意，接著質疑馬英九身為總統依法無權處理不屬國防、外交之「核四」事務。而總統自稱代表 「政府」，如行政、立法二院未來就核四議題有所爭執，要如何履行憲法明訂之總統就院與院間的爭執的調停職責？林義雄最後表示，在行政、立法二院做成決定 前，任何人、包括總統在內都無權代表政府說三道四、更不宜做出承諾。

#### 回應核四公投議題
林義雄表示將展開禁食行動後，朝野各界又將公投視為解決核四爭議的主要手段，並就公投門檻展開政治攻防。對此，林義雄於24日在行動網站上發表「核四公投與我」 短文，表示過去在倡議核四公投時，許多社運、民間團體也就各自主張要求舉辦公投，而「國民黨為了遏止這股人民作主的潮流，運用其在立法院的多數於2003 年制訂了一部障礙重重的鳥籠公民投票法。」認為現行《公投法》反而限制憲法之直接民權，林義雄與「核四公投促進會」因而不再強調公投核四。林義雄指出：「我們認為，唯有先把公投法修改好，『核四公投』才會有意義」。

### 4月25日
太陽花學運領袖林飛帆、陳為廷前往義光教會致意。前行政院長謝長廷二度前往探視致意。

### 4月27日
4月27日，林義雄在義光教會與核四公投促進會成員一同參與主日禮拜。 媒體報導指出，林義雄步出禁食區如廁時，步履較前幾天緩慢，身形略顯憔悴。教會義工對此表示，林義雄現在健康狀況「還很好」。曾任林義雄助理的立法委員田秋堇表示，她在禮拜後探視林，林坐在書桌前喝水，神色平靜，氣色虛弱一點，但坐得蠻挺的，就算禁食也非常有尊嚴，不想顯得虛弱、委曲，盡量守護自己的信心，「至少還有坐著的力氣，不是躺著！」  

### 4月28日
4月28日上午，林義雄步出義光教會，在妻子方素敏，以及妹妹林秀靜、林麗貞陪同下，前往宜蘭家族墓園祭祖，同時並回到五結祖厝，及他所創立的慈林教育基金會。下午2時20分，林義雄一行人返抵義光教會。林義雄此時似因體力過度消耗，下車時面露痛苦，步行吃力，須靠志工在兩側攙扶才能進入室內。一小時後，志工先將林隨身物品放進車內，約3時30分，林義雄步出禁食區，轉赴臺大醫院調養身體，禁食行動聯絡人代替林向外界致謝，並強調待身體調養好後，會鄭重向外界感謝。

### 4月30日及其後
4月30日，林義雄發表公開信，宣佈停止禁食。公開信中說道：
|                                                                   | 義雄對於當今的掌權者本無任何期待，因此不屑對他有任何請求。所以禁食的目的是在『懇請台灣人民以積極有力的方法』展現力量。半個月來，台灣人民的優異表 現，已屬空前未有，實在使人感動和激賞，更使義雄深深感激。為了回應台灣人民的真摯關愛，義雄決定停止禁食，並誓願以餘生與台灣人民共同盡力維護台灣的民主和主權，並在其再現危機時，奉獻一切，與所有台灣人民共同奮鬥。 |
| ——林義雄，〈感謝你！台灣人！──為停止禁食敬告親友〉，2014年4月30日 | |

信中亦主張「廣大人民持續的、堅定的抗爭，已是未來唯一的道路」，希望民眾「用心花時間和精神，鍛鍊自己的抗爭能力」，以「成為一股沛然莫之能禦的人民力量。」「有了這股力量，當今掌權者的伎倆將無所施展，更可確保未來台灣不會再出現藐視民意的獨裁者。」
5月1日，林義雄自臺大醫院出院，禁食支援小組於5月2日於行動網站發布消息，表示林義雄近日將返回宜蘭靜養。而其身體狀況尚好，但需要一些時間調理休養。 

## 民間聲援行動

### 反核組織號召
4月17日，以環保聯盟為主的臺灣反核行動聯盟於立法院前召開記者會，環盟創會會長施信民、臺大醫師柯文哲等人出席，要求朝野政黨儘速採取行動、停建核四，並主張以公投終結核四爭議。20日，公投護臺灣聯盟總召蔡丁貴在公投盟立法院抗爭兩千天紀念晚會上，號召民眾今包圍立院，堵住進出口，不讓送便當人員進入，讓立委們「響應」林義雄反核四的禁食運動。由2013年廢核大遊行籌辦團體組成的全國廢核行動平台則於21日召開記者會表示，將於4月22日起在台北市、桃園縣、台中市、嘉義縣市、高雄市、台南市等地串聯發起靜坐等活動，並展開包圍國民黨中央黨部等抗議行動，以訴求「一、停建核四，核一、二、三廠盡速除役」、「二、還權於民，下修鳥籠公投法門檻」。

### 各地聲援行動

#### 臺北市
- 22日，公投盟與環保聯盟群眾於立法院外抗議，發生多次肢體衝突。[31][32]群眾後來聚集於在青島東路和鎮江街口與警方對峙。晚間10時15分，群眾開始突破拒馬，蔡丁貴與聲援民眾黃燕茹、王奕凱等人亦遭警方帶走。過程中發生推擠衝 突，群眾要求警方放人。警方舉牌警告，呼籲群眾勿再推拒馬。晚間11時20分左右，警方改以全副武裝的鎮暴警察負責維安工作，嚴密注意群眾，晚間警方共4 度舉牌警告。23日零時5分，警方讓醫護人員和律師穿越拒馬，探視蔡丁貴狀況，救護車也載走2位受傷民眾前往和平醫院救治。群眾仍在現場抗議。[33][34]
- 台灣防衛隊22日在台北市大安森林公園發起廢核光點行動。23日，防衛隊成員之一小韋受訪時表示，廢核行動接力到後天的四二六凱道反核路跑，希望各界都來支持「停建核四、還權於民」。[35]
- 23日，推動公投權的「人民作主」運動發起「人民作主 停建核四」行腳活動，每天從義光教會附近的大安森林公園出發，行腳到立院，並繞行立院7圈，再折返義光教會。23日上午開始第一天行腳活動，民進黨主席蘇貞昌、前行政院長謝長廷、張俊雄也率同民進黨公職參加。行腳開始前，「人民作主」發表「惡僕欺主，奪我民權」聲明，指稱掌權者毫無羞恥、違反民意、展露野 心，他們再也不能沉默，「掌握台灣命運的是台灣人民，當人民要回權利，層層拒馬築起的城牆終究還是會倒下」。聲明強調，立院是代表民意的最高機關，今天執 政當局背離民意，唯一能制衡獨裁政權的就是國會，主流民意站在反核這一邊，朝野立委應拿出良心，採取行動，落實非核家園的全民共識。[36]
- 23日，全國廢核行動平台號召約300名群眾，在將於下午舉行中常會的國民黨中央黨部前抗議。群眾要求國民黨馬英九停建核四，正視廢核多數民意，不要 再以假安檢及鳥籠公投欺瞞大眾。反核群眾高舉「安檢已死」、「民主回魂」標語，要求核四停建，核一、二、三盡速退役；下修鳥籠公投法門檻。國民黨派出社會 工作部副主任王明城出 面接受陳情書，但抗議人士質疑層級低，王明城在警力保護下，返回中央黨部。平台成員還揮舞著寫有馬英九、江宜樺名字的「招魂幡」，在現場舉行「招魂儀 式」。全國廢核行動平台亦提出最後通牒：如果國民黨、馬英九、江宜樺在24日仍未回應停建核四主張，26日將攻佔凱道、包圍總統府。[37][38]
- 24日晚間6時起，全國廢核行動平台、反核四五六與藝文界人士在自由廣場牌樓下發起守夜。由導演柯一正發起的反核四五六定期於週五舉行的「不要核四，五六運動」提前一天舉行。現場號召民眾連署「終結核電」，還提供簽名布條、攝影帳棚等，讓民眾留念。反核民眾6時陸續步入自由廣場或坐或站，至晚間8點為止已達300多位。大批藝文界人士前往聲援，發表短講，包括作家李昂、廖玉蕙、小野、楊索、向陽、吳晟、番紅花，音樂人陳明章、拷秋勤樂團，電影監製李烈、教授張小虹、導演鴻鴻等超過30位藝文界人士現身。 [39][40]

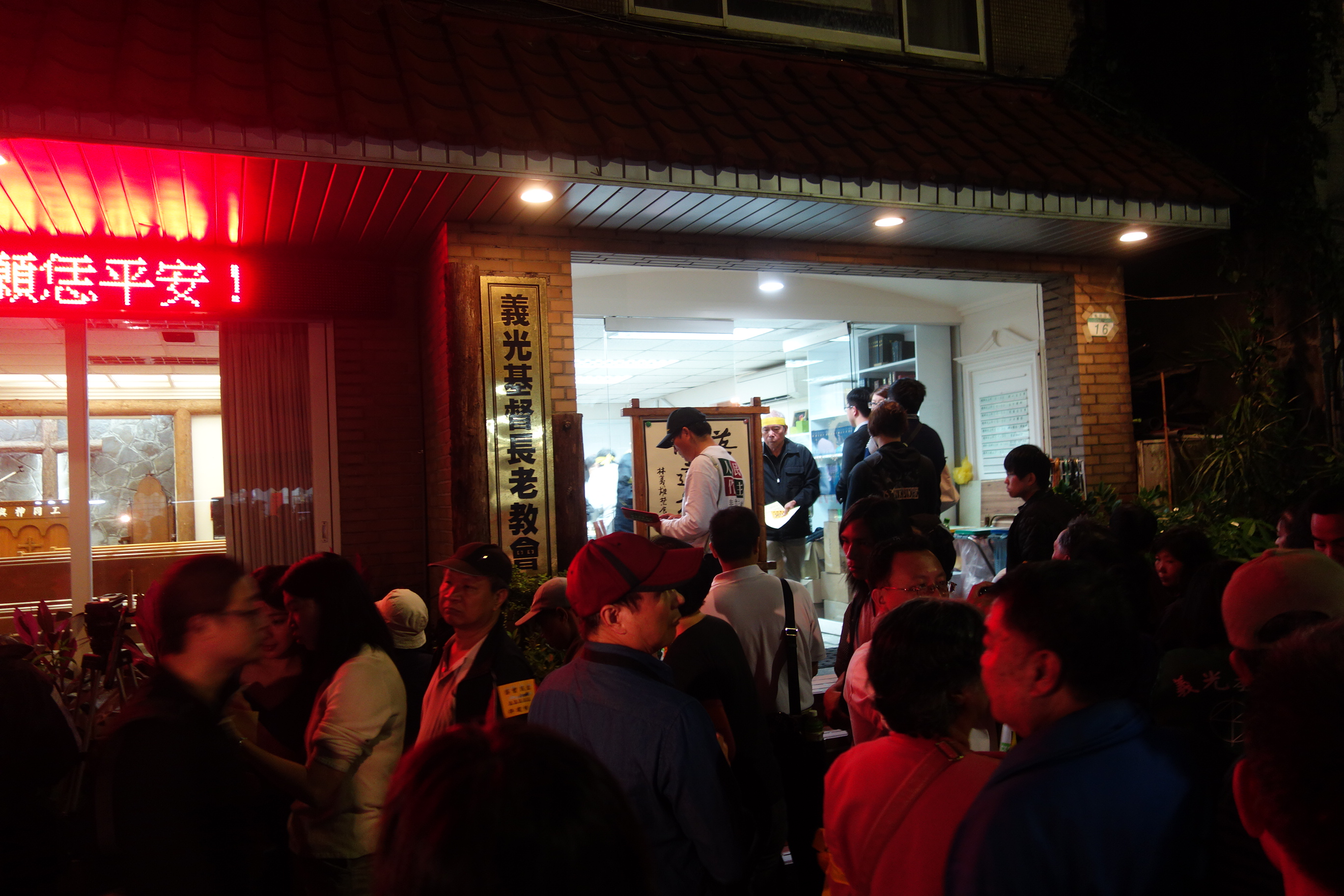
2014年4月24日，群眾聚集在義光教會前參加「一人一叩，守護生命」活動（美國之音張佩芝拍攝）

- 24日晚間，民進黨發起「2014、停建核四、一人一扣、守護生命、前進凱道」活動，號召民眾上街，沿義光教會前信義路至景福門前。晚間7點半左右凱道已經湧入數百位民眾，志工也以蠟燭排成「命」字，並點燃「命」之火，象徵守護林義雄的生命。晚間20時14分，現場民眾手牽手、開啟手機燈光照亮信義路，高喊「一人一叩，守護生命」、「2014，終結核四」，民進黨主席蘇貞昌、民進黨團總召柯建銘也紛紛到場高舉手機、將LED燈光投向天空，以展現人民要求「2014、停建核四」的決心。前主席蔡英文、前行政院長謝長廷等，也都出席這場聲援活動，並一起在凱道上，以民進黨團用燭光排出的「命」字靜坐，黨團更以綠色雷射光，將「反核」「終結核四」字樣打在府上，盼馬英九總統聆聽民意。 [41][42]
- 26日(426凱道反核)，民眾於凱達格蘭大道與周遭道路進行反核運動。其後第二天的4月27日至4月28日清晨，由於抗議群眾不願離開，警方進行了強制驅離，因而引發了警民衝突。[43][44][45][46][47]26日凱道前的晚會上，主辦單位首次宣布將會在遊行行經台北火車站前的忠孝西路時，發動佔領行動、癱瘓火車站前的交通。
- 27日(佔領忠孝西路反核)，4月27日下午3點行佔領忠孝西路動正式展開，而警方也事先以路障方式，只開放2個車道讓民眾進入，但在下午4點，指揮台下令群眾跨過路障，忠孝西路10個車道隨即被數萬名群眾佔領，警方在舉牌三次要求解散不成之後，決定暫時收隊。另一邊公投盟也從立院方向進入佔領忠孝、中山南路口，兩邊在警方撤守後連成一線。下午5點，廢核平台依原訂計畫，在忠孝西路進行核災模擬。而後，帳篷、睡袋等物資陸續進駐準備進行長期抗戰[48]。晚間10點半，台北市長郝龍斌召開記者會，強調在28日清晨前，「會用一切方式，讓台北市民的生活及交通恢復常態，任何可能的事情都會做」[49]。約在凌晨3點，警方出動鎮暴警察及兩台鎮暴水車，自館前路一端開始強制驅離，並與抗議民眾多次發生推擠，約在早上7點完全清空，期間鎮暴水車至少噴水50次。

#### 北部其他地區
- 桃園縣多個在地團體23日晚於桃園火車站靜坐聲援，活動共約三小時，近百位民眾參加。[35]
- 新竹市22日晚間則有10多位民眾在新竹東門城護城河畔展開靜坐。 [50]

#### 東部
- 22日，宜蘭縣長林聰賢在宜蘭綠色博覽會園區宣讀「宜蘭宣言」，堅持反核立場；民眾將祈福卡與黃絲帶繫在「非核家園幸福樹」上，並靜坐5分鐘，呼籲政府：「廢核四、免核災！」23日，宜蘭縣四十多個非營利組織在慈林教育基金會聲援林義雄，聲明反核決心。他們在園區樹木繫綁黃絲帶，希望林義雄保重身體，早日達成停建核四的目標。
- 花蓮縣廢核行動平台23日晚間在花蓮市自由廣場舉行反核靜坐及拒絕核四裝填燃料棒的連署活動，活動將持續三天，並號召民眾週六北上凱道。主辦單位點燃兩百多個蠟燭台，表達守護台灣的心意，也為正在反核禁食的林義雄祈福。[35]

#### 中部
- 22日上午，彰化縣20多位醫師、教師、學生在彰化火車站前展開靜坐，聲援林義雄。 [51][52]
- 22日晚間6時30分，60多名中部地區學生、公民手拿各式標語，陸續集結到高鐵台中站大廳4A出口旁，展開「立即廢核，無限期等車」靜坐。群眾強調，將每天來靜坐2小時，直到廢核訴求獲得回應。 [50]

#### 南部
- 21日，南台灣廢核行動聯盟在高雄美麗島捷運站出口，發起公民行動，並在捷運站外繫滿寫著祈福字句或口號的黃絲帶，象徵對台灣土地與民主的守護和宣示。但活動一結束，捷運公司代表就出面要求主辦單位將黃絲帶卸下，不到一小時，黃絲帶又被卸光。22日起連續四天，廢核聯盟每晚5至10點在高雄市文化中心、台南市南榕廣場定點靜坐集會。中山、義守、中正大學等大專院校學生團體也會在校園內靜坐、推廣萬人連署。[53]23日，一群教師至文化中心廣場為群眾朗讀反核讀本、一群故事媽媽至美麗島捷運站為群眾朗讀反核繪本；24~25日，分別在高雄市火車站、喜滿客影城、三多商圈及捷運上朗讀反核書籍或繪本，是自主的公民不核作行動。[來源請求] (來源：自由時報http://news.ltn.com.tw/news/focus/paper/773133 （页面存档备份，存于）)
- 22日，嘉義地區九個反核、反服貿社團遊行，繞行象徵民主的中央噴水池，再到嘉義市政府前高喊「停建核四，退回服貿」等口號，希望身兼國民黨副主席的嘉義市長黃敏惠聽見人民的聲音。黃敏惠則表示，核四爭議應共同解決，對於任何解決爭端的建議都不應排除。[52]
- 23日，由台南成功大學學生與公民社團發起行動，在成大社科院中庭與南榕廣場連署站，計有數百位民眾響應支持民間版廢核四公投案，或現場就地靜坐。[35][53]

#### 離島
- 澎湖縣民眾23日在馬公市中正路大郵局前靜坐，預計在23、24日兩天下午5時至10時進行，表達「停建核四、還權於民」的訴求。但第一天即遭警察三度舉牌，要求解散。 [54]

### 民間探視、聲援
- 義光教會所屬之臺灣基督長老教會第59屆總會議長羅仁貴，25日下午5時半，帶著一面簽滿聲援者名字的會旗來到義光教會關心，隨後受訪表示林義雄經過幾天禁食，自然比較虛弱，目前正在休息。面對外界非常關心的「強制灌食」問題，總幹事林芳仲表示，教會在醫療方面已有預備，但屆時如何處理，「首先尊重林義雄先生本人和他家屬的決定，教會會配合他們的決定。」據了解，林義雄直到目前，都未向台灣基督長老教會提出醫療救援的要求。 [55]、
- 學界於21日發起「廢核四，爭民主，學界不核行動」連署，[56][57]，其後累積逾400位學者連署，含化學家林明璋、數學家林長壽、流行病學家陳建仁、史學家杜正勝、藝術史家石守謙、演化生物學家李文雄、物理學家鄭天佐共七位中央研究院院士。 [58]連署學者並於25日在凱達格蘭大道召開記者會，近百人出席，表達反核立場與理由。記者會後，一行人自凱道禁聲步行至義光教會，將聲明和連署書轉交義光教會志工，以此行動向林義雄致敬。[59][60]

## 政界反應

### 民主進步黨
15日林義雄發表公開信後，支持停建核四的在野黨民主進步黨發言人張惇涵於受訪時表示：林義雄為核四停建的理想拚搏一生，如今為達到理想不惜採取禁食行動，令人萬分感佩與萬分不忍。民進黨將於16日的中常會上提出具體的行動方案。隔日民進黨中常會後，民進黨主席蘇貞昌召開記者會，提出《核四公投特別條例》，呼籲朝野各黨支持。該條例希望排除現行《公投法》投票人數需達投票權人數總數1/2以上的高門檻，以簡單相對多數決作為通過與否的依據。並在條例中明訂公投主文題目，並列「繼續興建」與「停止興建」選項，同時明訂公投案的時程為2014年底以前，讓核四爭議於2014年獲得解決。其後蘇貞昌於20日拜訪臺北市長郝龍斌，尋求郝支持《核四公投特別條例》。又為此於21日拜訪行政院長江宜樺、 23日拜訪新北市長朱立倫。25日，蘇貞昌拜會總統馬英九，但馬支持國民黨立法院黨團黨團大會決議，以及先前行政院公開立場，雙方仍舊無法在公投與核四停續建議題上達成結論。 
4月26日，反核團體開始展開街頭抗爭。27日上午，蘇貞昌表示民進黨願意讓步，把《核四公投特別條例》門檻提高到公民總數的25%。呼籲馬總統立刻宣布停建核四，並表示若總統還是不能決斷，懇切呼籲身兼黨主席的總統，讓《核四公投特別條例》能在這週於立法院通過立法，讓民意決定核四終局，讓台灣免於動亂。 民進黨立院團書記長吳秉叡則表示，逕付二讀是最優先選擇，但如果國民黨團堅持付委，只要答應週五（5月2日）前完成立法，民進黨團可不再堅持；也願退讓修改核四公投通過門檻，同意停建票須超過1/4公民總數，將近500萬票。但國民黨立院黨團回應法案審查須按照程序，不接受條件，且國民黨團對核四問題已有決議，核四公投特別條例草案應付委審查、充分討論。 
27日下午，總統馬英九召集國民黨地方首長座談，並未接受《核四公投特別條例》，僅達成「核四一號機不施工、只安檢，安檢後封存；核四二號機全部停工」、「行政院承諾儘速承諾召開全國能源會議，以確保未來供電無虞」兩點共識。面對國民黨地方首長座談結論，黨主席蘇貞昌表示該結論內容與發布方式曖昧，呼籲行政院長江宜樺出面說明清楚。黨團總召柯建銘則表示，立法院黨團立場與黨中央一致。 

#### 黨內重要人士
蘇貞昌（黨主席）除為《核四公投特別條例》先後拜訪國民黨政要郝龍斌、江宜樺、朱立倫。在拜訪江宜樺時，蘇表示希望政院採取行政決定，停建核四，若無法做到，民進黨已提出《核四公投特別條例》，盼政院在立法時程上能支持。江宜樺不同意兩項主張，僅表示會將意見轉達給總統。 25日，拜會總統馬英九，但雙方激辯，各執一詞，沒有共識。
蘇貞昌也在22日中午近12點時赴義光教會探視，在留言簿寫下「2014終結核四，義雄兄感謝你，保重」後隨即離去。後在教會門外接受大批媒體聯訪。受訪時，蘇心情激動，眼淚、鼻涕都直直掛在臉上，形容他最近處理核四問題是「跟時間賽跑」，並語帶悲憤說：「這幾天的奔走還是無效，而義雄兄的絕食已經開始了，70幾歲的身體，還能撐幾天？我們已經奮鬥40年，還要怎麼樣！」。
蔡英文（民進黨前主席）於22日下午約3點20分前往探視林義雄。她在入口處的訪客留言簿上簽名，寫下「在公義的道上有生命」，並張貼一張「核電歸零」貼紙。蔡並未在現場接受訪問。但蔡在臉書上發文，強調民進黨全力推動停建核四，落實非核家園主張。「我們懇切嚴肅要求馬政府回應民意，避免社會走到難以化解的對立僵持，其至造成難以彌補的傷害。」
謝長廷（前行政院長）23日上午9點40分赴義光教會，受訪時針對林義雄說想要感動、喚醒掌權的人，直指總統馬英九永遠不會覺醒，「你只能夠叫醒在睡覺的人，沒有辦法叫醒一個假睡的人。」 對林義雄禁食行動，則表示「30年前我也在這裡絕食3天，聲援美麗島的受刑人，當時他們在監獄。現在30年後，這個社會有很大不同，能量也有很大改變，但是改革的最後一哩路，還需 要以美麗島受刑人的生命作為柴火，才能燃燒起來，我覺得不捨也很慚愧。我們希望說將來，或是說現在，能夠拿出更有效、智慧的方法來挽救這個生命！」。
柯建銘（民進黨立法院黨團總召集人）24日針對當天稍早國民黨黨團不配合《核四公投特別條例》逕付二讀，核四商轉公投決定的決議。表示國民黨團決議是可惡至極，是公然謀殺林，他懇切拜託25日要和民進黨主席蘇貞昌見面的馬英九總統慎重面對，否則國家形同進入最強烈暴風圈。  
陳致中（前總統陳水扁之子）於 4月23日上午10時前往探視。於受訪時表示「有時候我們也常常感嘆，如果14年前停建核四成功了，那麼今天台灣是不是可以更好一點？林主席也不必用這麼 悲壯、令大家難過的方式，來追求停建核四這個目標、這個理想。」並呼籲大家用行動來關心核四停建，也呼籲馬政府要聽到人民的聲音。
民進黨執政縣市首長
台南市長賴清德、高雄市長陳菊、宜蘭縣長林聰賢、屏東縣長曹啟鴻、嘉義縣長張花冠，23日下午約4點半也抵達義光教會，在留言簿簽名、留言，並凝望「禁食區」的簾幕出神。除雲林縣長蘇治芬外，民進黨執政縣市首長全員到齊；前彰化縣長翁金珠、立委陳明文、潘孟安以及市議員邱志偉也在現場。陳菊在訪客留言簿寫下的話語則是「35年過去了，這裡沉重如昔，但我們不平、不捨，請為台灣保重，共同期待天光、正義的到來。」賴清德並未留言，僅簽名在 她名字旁邊；而曹啟鴻的留言是「帶領台灣，永不放棄」，張花冠簡短寫下「大悲無瞋，保重。」林聰賢較特別，在簽名後寫上「—宜蘭再見」。
宜蘭縣長林聰賢於21日號召全台各縣市首長，一同連署「搶救林義雄，停建核四」共同聲明書，並希望國民黨中央近期內能以特別條例解套，盼能儘早達成共識，不要無故犧牲生命。該聲明獲得同黨籍雲林縣長蘇治芬、嘉義縣長張花冠、台南市長賴清德、高雄市長陳菊，屏東縣長曹啟鴻連署響應。 林聰賢等6縣市長於4月23日晚間發表另一份聯合聲明。盼能面見總統馬英九，溝通核四議題，謀求消解危機。 
民進黨立法委員
陳歐珀為聲援林義雄的反核理念，於2014年4月22日在立法院議場同步禁食，25日上午因體力不支而暈厥，送往台大醫院急診救治。

### 馬英九政府與中國國民黨

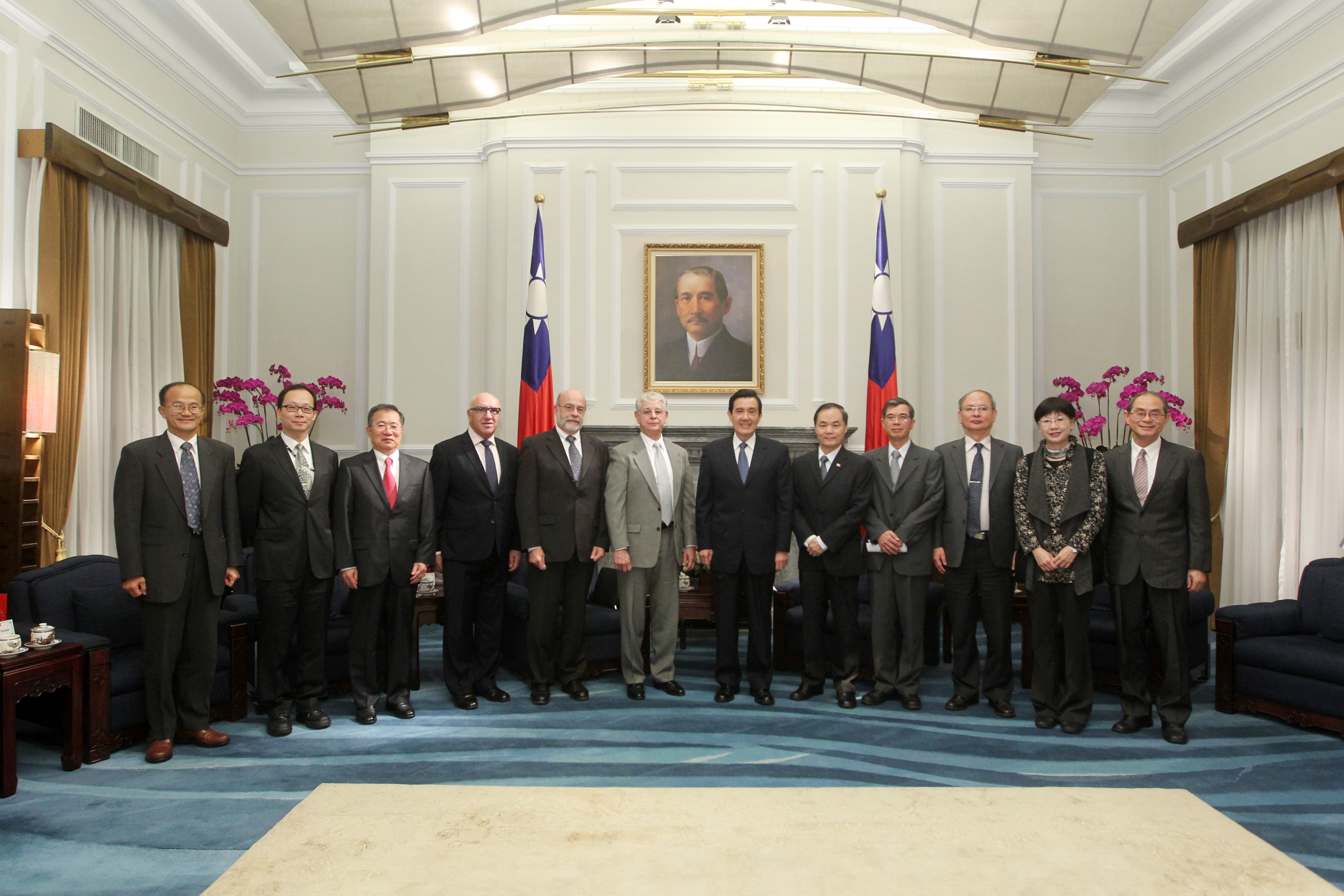
2014年12月馬英九接見美国核能管理委员会核安諮詢小委員會前主席Sam Armijo

執政的馬英九政府拒絕《核四公投特別條例》，也拒絕直接停建核四。行政院長江宜樺18日對林義雄即將禁食表示：林義雄是受人敬重的政治前輩，期待林義雄的家人朋友能勸告他，不要用自我傷殘方式來促使別人採取特定訴求。另外，他也拒絕接受《核四公投特別條例》。他批評民進黨版本形同不設門檻的簡單多數決，是全球絕無僅有的公投設計，非常輕忽、草率與不負責任。江宜樺並將其與民進黨立委尤美女提出的《兩岸協定締結條例》草案相比較，稱尤版《兩岸協定締結條例》草案規定重要兩岸協議一律要公投，非常嚴厲，但民進黨「要這個議題『過』的時候，就把公投門檻降低；要這個議題『死』的時候，就把門檻升高」，視公投制度如兒戲。21日蘇貞昌拜會江宜樺時，江宜樺仍堅持不以行政方式停建核四，現行《公投法》不改動之立場。
林義雄禁食行動發布後，國民黨籍立委意見不一，但多名立委要求黨需要審慎面對。代表臺灣東北海岸地區的立委李慶華在22日立法院總質詢時提出直接停建核四主張。他表示解決核四問題，可以基於《立法院職權行使法 （页面存档备份，存于）》第17條，由行政院長提停建核四報告，送交立院並備詢，之後由立院通過，如此便無行政院片面宣布，可能違法違憲的問題。他也希望江揆將此建議轉達總統。江揆堅持原立場，反對其主張。
臺北市萬華、中正區的立委林郁方23日提出核四封存主張：把核四蓋完，但不商轉，不必公投，封存原址，待缺電時再運轉，以時間證明誰是誰非。國民黨立法院黨團24日召開黨團大會，決議採用林郁方提案：核四完工通過安檢後，不放置燃料棒、不運轉，如運轉需公投決議。並不支持民進黨版《核四公投特別條例》逕付二讀，主張應付委審查。25日，總統馬英九與民進黨主席蘇貞昌會面時，支持黨團大會決議，表示：總統府、行政院與中國國民黨都贊成核能四廠完工並完成安檢後，暫不運轉，將來要放置燃料棒、運轉前，須經公民投票決定。 
4月26日，反核團體展開街頭抗爭。身兼黨主席的馬英九總統於26日決定次日下午與國民黨籍縣市首長，就核四議題進行座談，行政院長江宜樺及經濟部長張家祝、原能會主委蔡春鴻亦一同參加。 27日下午，15位國民黨縣市首長皆出席座談會， 會中達成兩點共識：「核四一號機不施工、只安檢，安檢後封存；核四二號機全部停工」、「行政院承諾儘速承諾召開全國能源會議，以確保未來供電無虞」。 面對外界質疑此兩點共識之意義為何，行政院發言人孫立群於同日晚間表示，行政院的立場沒有改變，仍是執行去年朝野協商結論，也就是「核四案公民投票有結果前，不辦理追加預算，不放置燃料棒，另有關101年度預算及102年度預算之執行，除已發包及安全檢測工作外，暫停施工」。 面對黨的立場從「完工封存」變為「停工封存」，多位國民黨立委在28日黨團幹部會議上表達不滿，質疑兩共識模糊曖昧，而黨只顧縣市長選票，面對黨團則態度強硬，不顧立法委員選票，坐實總統指揮立院黨團的說法。 

#### 馬、江探視林義雄
總統馬英九與行政院長江宜樺則分別於22日、23日前往探視林義雄，但因林義雄謝絕所有訪客，皆未見到面。行政院長江宜樺22日探視時，曾問接待他的邱瓊苑牧師「義光教會怎麼會借場地給林義雄禁食？」經媒體報導後令外界譁然，認為其對義光教會與林義雄的淵源無知。邱牧師表示：「我個人的解讀，他問這麼多問題其實是想引導我說，『我們是不是跟著起鬨』，有點類似『我們是被帶著跑，還是經過深思熟慮』。」 馬英九23日探視時，則留下問候卡片，盼教會代為轉交後離開。據教會表示，馬總統在卡片中寫道：「懇請您保重身體，我願代表政府對您承諾，核四經國內外專家嚴格安檢完成後，交由全民公投來決定它的未來」。而林義雄於隔日（24日）發表公開信，反駁馬英九卡片主張。

#### 其他政府官員
- 張家祝（經濟部長）23日下午至立法院經濟委員會備詢時，表示政府確實應該用更簡單易懂的方式對人民說明政策，但「無法接受」核安是騙人把戲的說法，所有核安工作都是根據相關法規與原能會的要求，這類說法是侮辱負責核安工作的人。 [95]
- 吳敦義（副總統）24日受訪時，就公投門檻問題表態：他表示地方性公投門檻是否修正有討論空間；憲政及中央或影響重大的議題，有些人認為應維持現行公投法的設計，否則代議政治將形同虛廢。 [96]

#### 黨內重要人士
- 郝龍斌（臺北市長）20日與蘇貞昌會面，會後一同召開記者會。記者會中，郝龍斌表示：核四爭議延宕20多年，造成社會很大的爭議，目前是刻不容緩，需要解決的時候。他對蘇說，看不到核四安全曙光，核四安全沒保障前，他個人堅決反對核四營運。對民進黨拋出《核四公投特別條例》構想，他認為應該持開放立場，他也願意用積極的態度，把蘇的看法， 充分跟馬英九總統在內，所有國民黨同志溝通。[63]就公投門檻問題，郝龍斌於24日受訪時表示：公投門檻問題，應由立法院的委員合議制決定，他尊重所有立法委員的職權。 [97]
- 朱立倫（新北市長）23日下午與蘇貞昌會面，會後亦一同召開記者會。朱立倫在記者會中表示：他長期堅持非核家園，「沒核安、沒核四」，他也曾公開講，對核四廠的安全沒信心，核四廠沒資格營運，這是他的立場；然而核四紛擾 30年，要解決可能要透過公投，「用公投取代上街頭」；目前公投門檻過高，希望不涉憲政層次的公共政策，能調整公投門檻，取得社會共識。對於林義雄的禁食行動，朱立倫則表示：他非常了解林義雄長期對於反核的堅持，不希望見到發生任何不幸，期盼朝野黨團立刻坐下來，討論如何用最快速度解決核四問題；他個人偏向修法比立法更快、更有效，他的立場是希望公投法更適用於公共政策，也希望朝野黨團凝聚共識儘快修法，讓台灣朝野能共同合作。[65]
- 胡志強（臺中市長）23日在市議會備詢時，表示自己主張「緩核」，強調沒有核安就沒有核四。他更以農藥形容核能，「每個人都要有機，所以沒有人會全心全意支持核電」。他強調，核電不是簡單的是非題，中央要說明清楚很多問題，民眾才能清楚判斷是否要建核四。對林義雄的絕食行動，胡志強則在同日接受媒體訪問時表示，應確保林義雄的安全再談別的安全，不要讓林義雄受到傷害。[98]胡志強在4月24日接受媒體訪問時，再次重申此立場，認為在「核四不能在沒核安下運作」及「林義雄不受傷害」兩共識下，核四爭議不難解決。 [99]
- 連勝文（前黨主席連戰之子、臺北市長選舉國民黨參選人）27日受訪時表態力挺黨中央。他表示：在沒有更好的方法以前，他的立場與黨中央接近，他傾向支持黨中央的立場。媒體指出：連勝文在核四議題上著墨不深，過去幾次發言都與馬政府一致。[100]

## 批評
- 唐湘龍（名嘴）22日下午在Yahoo奇摩新聞的專欄中，發表〈就讓他絕下去吧〉一文，批評林義雄絕食是「倚老賣老」、「裝神裝聖的表演」，認為「這種一不能溝通，二不能表決，三不能有我的主張以外的其他主張，我們已經在這種公共氣氛裡受困多年。何況，政治上，林義雄從來沒有『對』過什麼。光是『政治正確』有什麼用呢？」、「這種『my way or no way』，讓少數一直霸凌多數。」文末唐湘龍主張臺灣需要核電，社會無須理會林義雄絕食。 [101][102]
- 董智森（名嘴）於其主持之飛碟午餐節目中，表示看不起林義雄。並指責林義雄綁架臺灣社會，收割太陽花學運成果。他痛批，「林義雄這個人真的不值得尊敬！我真的很看不起他！」並質疑林義雄有政黨偏好，選擇此時絕食是「因為不同黨嘛！」[102]
- 趙少康（媒體工作者）25日於《蘋果日報》專欄發表文章，表示反對林義雄以傷害自己身體的方式反核四。文中提及自己從30年前開始反核，但認為「是否支持核電不是對錯的問題，而是一種價值判斷和生活方式的選擇」，主張可以適度降低門檻，以公投方式解決。[103]
- 郁慕明（新黨主席）在接受《中國時報》專訪時，就林義雄禁食行動與核四議題表示：民主政治不是「以死相逼」，而馬政府如今動輒得咎，乾脆讓所有的核電廠都停止運轉，半年後「看看誰受得起」。對於公投議題，他表示核四如此專業，不宜交付公投。並質疑「現在林義雄用生命要脅，如果5年後發現是錯誤的，誰要負責？」  [104]

## 外部連結
- 落實民主，停建核四－林義雄禁食行動 （页面存档备份，存于）（禁食行動正式網站）
- 「落實民主、停建核四」—林義雄「禁食」行動報導專頁 （页面存档备份，存于）（禁食行動正式Facebook專頁）
- 停建核四、遍地烽火全記錄（反核團體、群眾聲援行動資訊整合hackfoldr網站）